# Caird-Nunatak
Der Caird-Nunatak ist ein 838 m hoher Nunatak auf Südgeorgien im Südatlantik. Er ragt zwischen dem Nineteen-sixteen Snowfield und dem Fortuna-Gletscher auf.
Der Nunatak liegt auf der Route, die der britische Polarforscher Ernest Shackleton 1916 im Zuge der Endurance-Expedition (1914–1917) mit zwei Begleitern beging, um die auf Elephant Island gestrandeten Expeditionsteilnehmer zu retten. Frank Worsley, neben Thomas Crean einer der beiden Begleiter, beschrieb ihn als „[…] großen, kuppelförmigen Felsen … ein Wegweiser.“ Das UK Antarctic Place-Names Committee benannte ihn 2014. Namensgeber ist das Boot James Caird, mit dem Shackleton, Worsley und Crean gemeinsam mit Harry McNish, John Vincent (1879–1941) und Timothy McCarthy (1888–1917) zwischen dem 24. April und dem 8. Mai 1916 von Elephant Island nach Südgeorgien gesegelt waren.